# Johannes Bermudes
Johannes (João) Bermudes oder João Bermudez († 1570 in São Sebastião da Pedreira, Lissabon) war portugiesischer Militärarzt und Pseudo-Patriarch von Äthiopien.
1520 begleitete Bermudes eine portugiesische Expedition nach Äthiopien, verblieb dort bis 1536 als Geisel am Kaiserhof, wurde dann mit Briefen des äthiopischen Kaisers Lebna Dengel nach Europa gesandt. Ab 1539 trat er in Goa, Äthiopien (1541–1556) und Europa (ab 1559) mit vorgetäuschter Ordination als Patriarch von Äthiopien und Alexandria auf. Seinen Anspruch verteidigte er mit dem Buch Breve relação da embaixada que o Patriarcha D. João Bermudes trouxe do Imperador de Ethyopia chamado vulgarmente Preste João (1565; Nachdruck Lissabon 1875). Seine Täuschung hielt bis zur Entlarvung Anfang des 20. Jahrhunderts vor.